# Ядрино (Амурская область)
Я́дрино — село в Архаринском районе Амурской области, административный центр Ядринского сельсовета. Основано в 1930 году на месте железнодорожного разъезда № 1.

## Топонимика
Название селу дано переселенцами из города Ядрина Чувашской АССР в память о покинутой родине. Сам город Ядрин по современной этимологии связывается с именем чуваша Ядрый или Етерне (Едьрне), владельца земли, на которой возник город; из варианта этого имени образовалась русская притяжательная форма Ядрин (ранний вариант Ядрын).

## География
Село Ядрино стоит на правом берегу реки Хинган. Через село проходит Транссибирская магистраль.
Село Ядрино — спутник города Облучья, административного центра Облученского района Еврейской автономной области. Расстояние до города невелико: по автодороге — около двух километров, напрямую — южную часть Облучья и село разделяет река Хинган.
Самый южный населенный пункт в Амурской области.
Южнее Ядрина проходит федеральная автомобильная дорога «Амур», от которой к селу есть подъезд. Между селом и автодорогой протекает река Хинган, по которой проходит граница между Амурской и Еврейской автономной областями. До 1993 года здесь также проходила граница между Амурской областью и Хабаровским краем, в состав которого входила Еврейская АО. На подъездной автодороге к селу сооружён мост.
Расстояние до районного центра Архара (на запад по автотрассе «Амур») — около 100 километров.

## Население
| 2002 | 2010 | 2012 | 2013 | 2014 | 2015 | 2016 |
| ---- | ---- | ---- | ---- | ---- | ---- | ---- |
| 767  | ↘581 | ↘554 | ↘539 | ↘524 | ↘505 | ↘496 |
| 2017 | 2018 |      |      |      |      |      |
| ↘487 | ↘475 |      |      |      |      |      |

## Инфраструктура
Станция Ядрин Дальневосточной железной дороги.